# Championnats du monde de roller de vitesse 2007
Navigation
Édition précédente Édition suivante
Les championnats du monde de roller course 2007, ont lieu du 18 au 25 août 2007 à Cali, en Colombie.

## Podiums

### Femmes
| Épreuves            | Or                                                        | Argent                                                  | Bronze                                                |
| Piste               | Piste                                                     | Piste                                                   | Piste                                                 |
| ------------------- | --------------------------------------------------------- | ------------------------------------------------------- | ----------------------------------------------------- |
| 300 m               | Nicoletta Falcone                                         | Berenice Moreno                                         | Erika Zanetti                                         |
| 500 m sprint        | Berenice Moreno                                           | Lim Jin-seon                                            | Erika Zanetti                                         |
| 1 000 m sprint      | Nicole Begg                                               | Brigitte Mendez                                         | Lim Ju-hee                                            |
| 10 000 m à point    | Woo Hyo-sook                                              | Liana Holguin                                           | Nicole Begg                                           |
| 15 000 m            | Alexandra Vivas                                           | Woo Hyo-sook                                            | Liana Holguin                                         |
| 5 000 m par équipe  | États-Unis Brittany Bowe Heather Richardson Sara Sayasane | Colombie Alexandra Vivas Kelly Martinez Brigitte Mendez | Corée du Sud Ju-Hee Lim Jin-Seon Lim Hyo-Sook Woo     |
| Route               |                                                           |                                                         |                                                       |
| 200 m               | Jennifer Caicedo                                          | Berenice Moreno                                         | Brittany Bowe                                         |
| 500 m               | Brittany Bowe                                             | Jercy Puello                                            | Jennifer Caicedo                                      |
| 10 000 m à points   | Woo Hyo-sook                                              | Kim Hey-mi                                              | Pan Yi-Chin                                           |
| 20 000 m            | Brigitte Mendez                                           | Alexandra Vivas                                         | Woo Hyo-sook                                          |
| 5 000 m par équipes | États-Unis Heather Richardson Sara Sayasane Brittany Bowe | Colombie Liana Holguin Alexandra Vivas Brigitte Mendez  | Argentine Natalia Artero Silvina Posada Melisa Bonnet |
| Longue distance     |                                                           |                                                         |                                                       |
| 42 195 m            | Kelly Martinez                                            | Liana Holguin                                           | Nicole Begg                                           |

### Hommes
| Épreuves            | Or                                             | Argent                                                 | Bronze                                             |
| Piste               | Piste                                          | Piste                                                  | Piste                                              |
| ------------------- | ---------------------------------------------- | ------------------------------------------------------ | -------------------------------------------------- |
| 300 m               | Joey Mantia                                    | Julien Despaux                                         | Gregorio Duggento                                  |
| 500 m sprint        | Joey Mantia                                    | Julien Despaux                                         | Luca Presti                                        |
| 1 000 m sprint      | Joey Mantia                                    | Julien Despaux                                         | Shane Dobbin                                       |
| 10 000 m à point    | Fabio Francolini                               | Scott Arlidge                                          | Yann Guyader                                       |
| 15 000 m            | Nam Yoo-jong                                   | Jorge Cifuentes                                        | Joey Mantia                                        |
| 20 000 m par équipe | Taïwan Chia-Hao Chang Pei-Hsuna Ho Wei-Lin Lo  | Italie Luca Saggiorato Matteo Amabili Fabio Francolini | Corée du Sud Houn-He Lee Sang-Bok Lee Yoo-Jong Nam |
| Route               |                                                |                                                        |                                                    |
| 200 m               | Wouter Hebbrecht                               | Gregorio Duggento                                      | Juan Jardine                                       |
| 500 m               | Joey Mantia                                    | Luca Presti                                            | Simone Bellia                                      |
| 10 000 m            | Yann Guyader                                   | Scott Arlidge                                          | Nelson Garzon                                      |
| 20 000 m            | Joey Mantia                                    | Nelson Garzon                                          | Fabio Francolini                                   |
| 5 000 m par équipes | États-Unis Joey Mantia Joshua Wood James Cheek | Italie Matteo Amabili Fabio Francolini Luca Presti     | France Julien Despaux Thomas Boucher Yann Guyader  |
| Longue distance     |                                                |                                                        |                                                    |
| 42 195 m            | Joey Mantia                                    | Luca Saggiorato                                        | Francesco Zangarini                                |

## Tableau des médailles
- Pays organisateur

| Rang  | Nation           | Or | Argent | Bronze | Total |
| ----- | ---------------- | -- | ------ | ------ | ----- |
| 1     | États-Unis       | 10 | 0      | 2      | 12    |
| 2     | Colombie         | 5  | 11     | 3      | 19    |
| 3     | Corée du Sud     | 3  | 3      | 4      | 10    |
| 4     | Italie           | 2  | 5      | 7      | 14    |
| 5     | France           | 1  | 3      | 2      | 6     |
| 6     | Nouvelle-Zélande | 1  | 2      | 3      | 6     |
| 7     | Taipei chinois   | 1  | 0      | 1      | 2     |
| 8     | Belgique         | 1  | 0      | 0      | 1     |
| 9     | Argentine        | 0  | 0      | 1      | 1     |
| 9     | Venezuela        | 0  | 0      | 1      | 1     |
| Total | Total            | 24 | 24     | 24     | 72    |